# Circunscrições eclesiásticas católicas do Uruguai
A igreja católica do Uruguai compreende apenas uma hierarquia latina, uma conferência episcopal conjunta na nação. Possui uma arquidiocese liderada por um arcebispo metropolitano, e 9 dioceses sufragantes lideradas por um bispo. Há também uma Nunciatura Apostólica para o Uruguai como representação diplomática papal (nível de embaixada). 

## Conferência Episcopal do Paraguai

### Província Eclesiástica de Montevideu
- Arquidiocese de Montevidéu
  - Diocese de Canelones
  - Diocese de Florida
  - Diocese de Maldonado-Punta del Este
  - Diocese de Melo
  - Diocese de Mercedes
  - Diocese de Minas
  - Diocese de Salto
  - Diocese de San José de Mayo
  - Diocese de Tacuarembó

## Bispado militar
- Bispado militar do Uruguai (para forças armadas e polícia paramilitar)